# Ulica Gnieźnieńska w Katowicach
Ulica Gnieźnieńska w Katowicach – ulica w katowickiej dzielnicy Wełnowiec-Józefowiec. Swą nazwę wzięła od miasta Gniezna.

## Przebieg
Ulica rozpoczyna swój bieg od skrzyżowania z ulicą Józefowską po stronie zachodniej. Kierując się na wschód, krzyżuje się z ulicą Modelarską po obydwu stronach drogi. Kończy swój bieg za placem Walentego Fojkisa, przy skrzyżowaniu z aleją Wojciecha Korfantego. Tam też krzyżuje się z linią tramwajową.

## Opis
Ulicą kursuje linia autobusowa ZTM. Na całej długości ulicy znajdują się jeden przystanek: Wełnowiec Gnieźnieńska, z którego według stanu z kwietnia 2021 rok odjeżdżają dwie linie autobusowe: 193 i 662. Przy ulicy Gnieźnieńskiej znajdują się dwa słupy ogłoszeniowe: słup okrągły z tworzywa (róg ul. Józefowskiej 85 i ul. Gnieźnieńskiej) oraz słup kwadratowy (ul. Gnieźnieńska 1). Ulica posiada przeznaczenie na cele komunikacji drogowej publicznej, jako ulicy o przekroju jednojezdniowym klasy technicznej D.
Przy ulicy Gnieźnieńskiej swoją siedzibę mają firmy handlowo-usługowe oraz sklepy.

### Obiekty historyczne

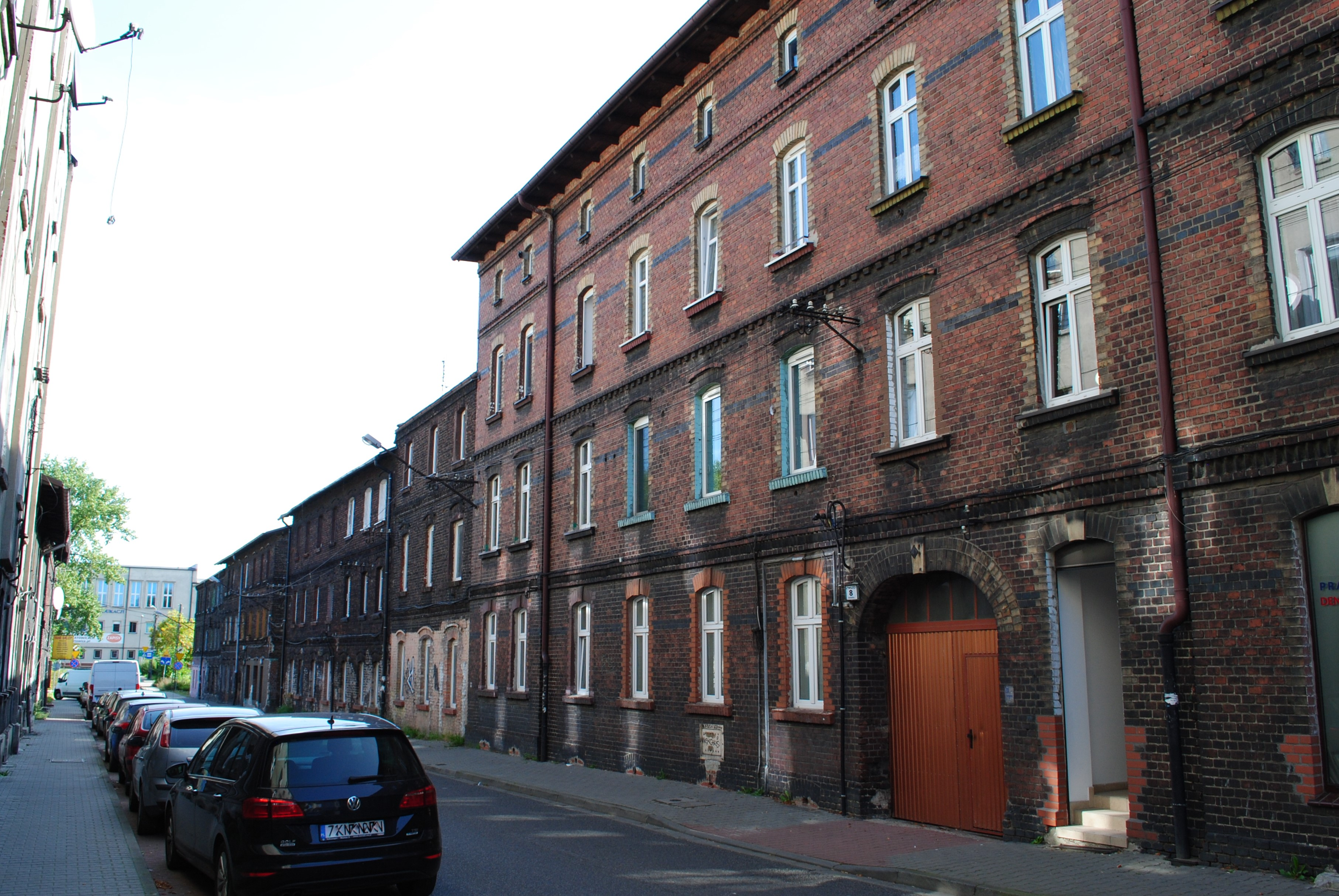
Fragment ulicy Gnieźnieńskiej; widok w kierunku wschodnim

Przy ulicy Gnieźnieńskiej znajdują się następujące obiekty, objęte ochroną konserwatorską, będące świadectwem kultury materialnej, typowe dla regionu oraz objęte ochroną konserwatorską budynki mieszkalne:
- czterokondygnacyjne murowane budynki (ul. Gnieźnieńska 7, 8, 9, 18); wzniesione w stylu historyzmu ceglanego;
- dwukondygnacyjne murowane kamienice (ul. Gnieźnieńska 3, 5); wzniesione na przełomie XIX i XX wieku;
- trójkondygnacyjna murowana kamienica (ul. Gnieźnieńska 13/15); wzniesiona w latach międzywojennych;
- trójkondygnacyjne murowane kamienice (ul. Gnieźnieńska 2, 4, 6, 10); wzniesione na przełomie XIX i XX wieku;
- park pomiędzy ul. M. Karłowicza, aleją Wojciecha Korfantego i ul. Gnieźnieńską (plac Walentego Fojkisa); ochroną zostało objęte założenie parkowe wraz z istniejącą zielenią wysoką, obiektami małej architektury, pomnikiem poległych, zmarłych weteranów powstań śląskich 1929, 1939, 1945 oraz obiektami budowli ochronnych.

W latach międzywojennych ulica nosiła nazwę Piastowa.

## Zobacz też

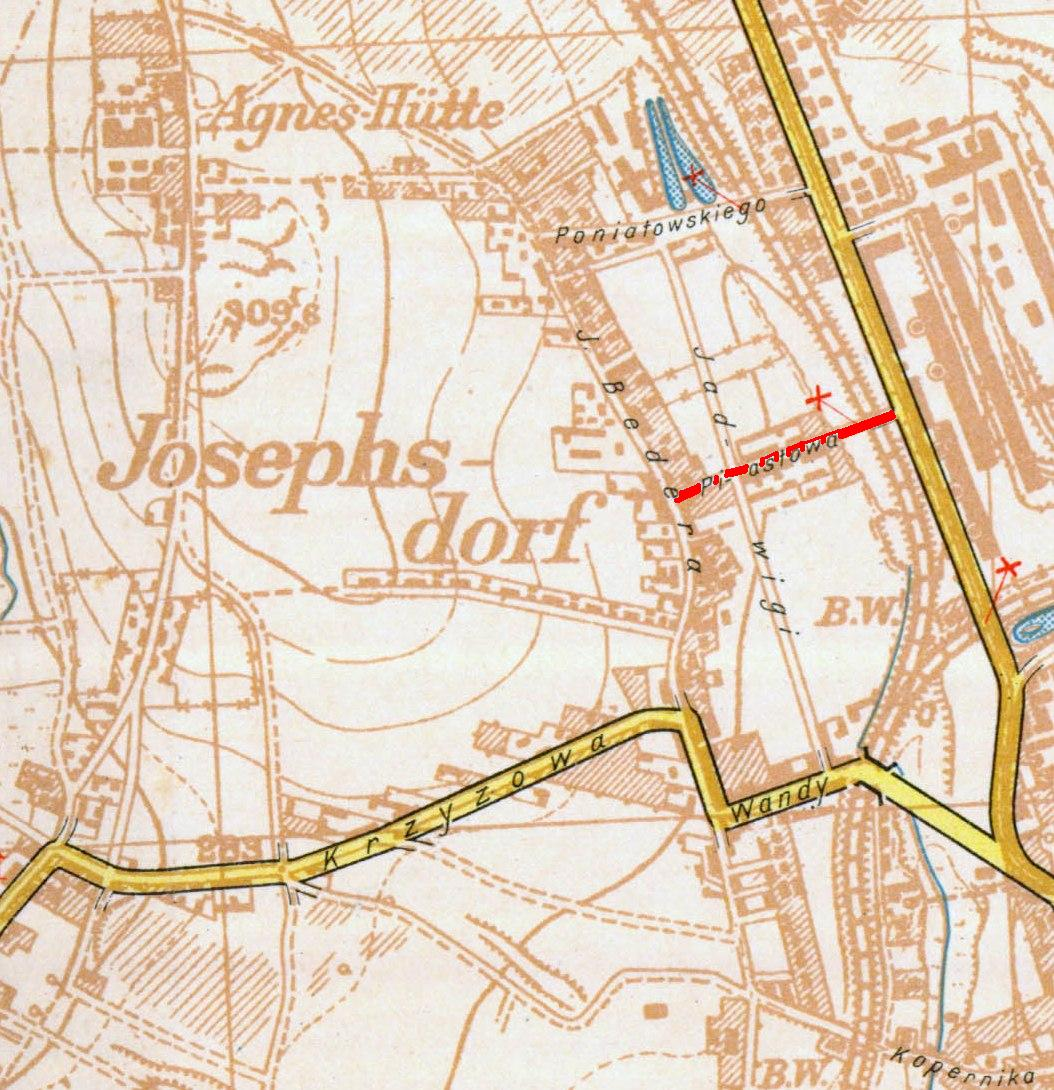
ulica Gnieźnieńska (zaznaczona czerwoną linią) na niemieckiej mapie z 1939 (widoczny zapis: ulica Piastowa)